# Roemenië op de Olympische Zomerspelen 2024
Roemenië nam deel aan de Olympische Zomerspelen 2024 in Parijs, Frankrijk.

## Medailleoverzicht
| Medaille | Naam | Sport         | Onderdeel              | Datum      |
| -------- | --- | ------------- | ---------------------- | ---------- |
| Goud     | David Popovici | Zwemmen       | 200m vrije slag (m)    | 29 juli    |
| Goud     | Andrei Cornea Marian Enache | Roeien        | dubbeltwee (m)         | 1 augustus |
| Goud     | Roeiteam Adriana Adam Roxana Anghel Amalia Bereș Ancuța Bodnar Maria Lehaci Victoria-Ștefania Petreanu Maria-Magdalena Rusu Simona Radiș Ioana Vrînceanu | Roeien        | Acht (v)               | 3 augustus |
|          | |               |                        |            |
| Zilver   | Ancuța Bodnar Simona Radiș | Roeien        | Dubbel-twee (v)        | 1 augustus |
| Zilver   | Roxana Anghel Ioana Vrînceanu | Roeien        | Twee-zonder (v)        | 2 augustus |
| Zilver   | Ionela Cozmiuc Gianina Beleagă | Roeien        | Lichte dubbel-twee (v) | 2 augustus |
| Zilver   | Mihaela Cambei | Gewichtheffen | Vlieg -49 kg (v)       | 7 augustus |
|          | |               |                        |            |
| Brons    | David Popovici | Zwemmen       | 100m vrije slag (m)    | 31 juli    |
| Brons    | Ana Bărbosu | Turnen        | Vloer (v)              | 5 augustus |

## Aantal Deelnemers
Hieronder volgt een overzicht van de atleten die zich reeds gekwalificeerd hebben voor de Olympische Zomerspelen van 2024.
| Sport         | Mannen | Vrouwen | Totaal |
| ------------- | ------ | ------- | ------ |
| Atletiek      | 3      | 9       | 12     |
| Boksen        | 0      | 1       | 1      |
| Boogschieten  | 0      | 1       | 1      |
| Gewichtheffen | 0      | 2       | 2      |
| Gymnastiek    | 1      | 6       | 7      |
| Judo          | 1      | 0       | 1      |
| Kanovaren     | 3      | 0       | 3      |
| Roeien        | 22     | 23      | 45     |
| Schermen      | 0      | 1       | 1      |
| Tafeltennis   | 2      | 3       | 5      |
| Tennis        | 0      | 4       | 4      |
| Triatlon      | 1      | 0       | 1      |
| Waterpolo     | 13     | 0       | 13     |
| Wielersport   | 1      | 0       | 1      |
| Worstelen     | 2      | 3       | 5      |
| Zeilen        | 0      | 1       | 1      |
| Zwemmen       | 2      | 1       | 3      |
| totaal        | 51     | 55      | 106    |

## Deelnemers en Resultaten

### Atletiek

#### Loopnummers
Vrouwen
| atlete                 | onderdeel           | series  | series | herkansingen | herkansingen | halve finale | halve finale | finale         | finale         |
| atlete                 | onderdeel           | tijd    | rang   | tijd         | rang         | tijd         | rang         | tijd           | rang           |
| ---------------------- | ------------------- | ------- | ------ | ------------ | ------------ | ------------ | ------------ | -------------- | -------------- |
| Andrea Miklós          | 400 m               | 50.54   | 3 Q    | bye          | bye          | 50.78        | 5            | niet geplaatst | niet geplaatst |
| Stella Rutto           | 3000 m steeplechase | 9:31.23 | 8      | n.v.t.       | n.v.t.       | n.v.t.       | n.v.t.       | niet geplaatst | niet geplaatst |
| Delvine Relin Meringor | marathon            | n.v.t.  | n.v.t. | n.v.t.       | n.v.t.       | n.v.t.       | n.v.t.       |                |                |
| Joan Chelimo Melly     | marathon            | n.v.t.  | n.v.t. | n.v.t.       | n.v.t.       | n.v.t.       | n.v.t.       |                |                |

#### Technische nummers
Mannen
| atleet                   | onderdeel    | kwalificaties | kwalificaties | finale         | finale         |
| atleet                   | onderdeel    | afstand       | rang          | afstand        | rang           |
| ------------------------ | ------------ | ------------- | ------------- | -------------- | -------------- |
| Alin Alexandru Firfirică | discuswerpen | 63,66 m       | 11 q          | 64,45 m        | 11             |
| Andrei Rareș Toader      | kogelstoten  | 20,24 m       | 18            | niet geplaatst | niet geplaatst |
| Alexandru Novac          | speerwerpen  | 81,08 m       | 17            | niet geplaatst | niet geplaatst |

Vrouwen
| atlete              | onderdeel        | kwalificaties | kwalificaties | finale         | finale         |
| atlete              | onderdeel        | afstand       | rang          | afstand        | rang           |
| ------------------- | ---------------- | ------------- | ------------- | -------------- | -------------- |
| Bianca Ghelber      | hamerslingeren   | 71,42 m       | 11 q          | 72,36 m        | 9              |
| Diana Ana Maria Ion | hinkstapspringen | 14,03 m       | 13            | niet geplaatst | niet geplaatst |
| Elena Andreea Taloș | hinkstapspringen | 14,23 m       | 9 q           | 14,03 m        | 10             |
| Daniela Stanciu     | hoogspringen     | 1,88 m        | 19            | niet geplaatst | niet geplaatst |
| Alina Rotaru        | verspringen      | 6,63 m        | 9 q           | 6,67 m         | 7              |

### Boksen
Vrouwen
| atlete         | onderdeel     | eerste ronde         | tweede ronde         | kwartfinale          | halve finale         | finale               | rang           |
| atlete         | onderdeel     | tegenstander uitslag | tegenstander uitslag | tegenstander uitslag | tegenstander uitslag | tegenstander uitslag | rang           |
| -------------- | ------------- | -------------------- | -------------------- | -------------------- | -------------------- | -------------------- | -------------- |
| Lenuța Perijoc | bantamgewicht | bye                  | Enkhjargal V 1 - 4   | niet geplaatst       | niet geplaatst       | niet geplaatst       | niet geplaatst |

### Boogschieten
Vrouwen
| atleet               | onderdeel   | plaatsingsronde | plaatsingsronde | eerste ronde         | tweede ronde         | derde ronde          | kwartfinale          | halve finale         | finale / BM          | finale / BM    |
| atleet               | onderdeel   | score           | rang            | tegenstander uitslag | tegenstander uitslag | tegenstander uitslag | tegenstander uitslag | tegenstander uitslag | tegenstander uitslag | rang           |
| -------------------- | ----------- | --------------- | --------------- | -------------------- | -------------------- | -------------------- | -------------------- | -------------------- | -------------------- | -------------- |
| Mădălina Amăistroaie | individueel | 667             | 47              | Moshe W 7 - 1        | Rebagliati W 7 - 3   | Nam S-h V 2 - 6      | niet geplaatst       | niet geplaatst       | niet geplaatst       | niet geplaatst |

### Gewichtheffen
Vrouwen
| atlete                   | onderdeel | trekken | trekken | stoten | stoten | totaal | rang   |
| atlete                   | onderdeel | score   | rang    | score  | rang   | totaal | rang   |
| ------------------------ | --------- | ------- | ------- | ------ | ------ | ------ | ------ |
| Mihaela-Valentina Cambei | -49 kg    | 93      | 1       | 112    | 2      | 205    | Zilver |
| Loredana Toma            | -71 kg    |         |         |        |        |        |        |

### Gymnastiek

#### Turnen
Mannen
| atleet         | onderdeel | kwalificatie | kwalificatie | kwalificatie | kwalificatie | kwalificatie | kwalificatie | kwalificatie | kwalificatie | finale         | finale         | finale         | finale         | finale         | finale         | finale         | finale         |
| atleet         | onderdeel | toestel      | toestel      | toestel      | toestel      | toestel      | toestel      | totaal       | positie      | toestel        | toestel        | toestel        | toestel        | toestel        | toestel        | totaal         | positie        |
| atleet         | onderdeel | vloer        | voltige      | ringen       | sprong       | brug         | rekstok      | totaal       | positie      | vloer          | voltige        | ringen         | sprong         | brug           | rekstok        | totaal         | positie        |
| -------------- | --------- | ------------ | ------------ | ------------ | ------------ | ------------ | ------------ | ------------ | ------------ | -------------- | -------------- | -------------- | -------------- | -------------- | -------------- | -------------- | -------------- |
| Andrei Muntean | rekstok   | n.v.t.       | n.v.t.       | n.v.t.       | n.v.t.       | 14.366       | n.v.t.       | n.v.t.       | 25           | niet geplaatst | niet geplaatst | niet geplaatst | niet geplaatst | niet geplaatst | niet geplaatst | niet geplaatst | niet geplaatst |

Vrouwen
| Turnster(s)      | Onderdeel | Kwalificatie | Kwalificatie | Kwalificatie | Kwalificatie | Kwalificatie | Kwalificatie | Finale  | Finale  | Finale  | Finale  | Finale  | Finale |
| Turnster(s)      | Onderdeel | Toestel      | Toestel      | Toestel      | Toestel      | Totaal       | Plaats       | Toestel | Toestel | Toestel | Toestel | Totaal  | Plaats |
| Turnster(s)      | Onderdeel | Sprong       | Brug         | Balk         | Vloer        | Totaal       | Plaats       | Sprong  | Brug    | Balk    | Vloer   | Totaal  | Plaats |
| ---------------- | --------- | ------------ | ------------ | ------------ | ------------ | ------------ | ------------ | ------- | ------- | ------- | ------- | ------- | ------ |
| Ana Bărbosu      | Team      | 13.800       | 12.600       | 13.533       | 13.600 Q     | 53.533       | 14 Q         | 13.933  | 12.433  | 12.700  | 13.566  | n.v.t.  | n.v.t. |
| Lilia Cosman     | Team      | 13.500       | 11.333       | 12.833       | 12.466       | 50.132       | 50           | 13.433  | 13.133  | -       | -       | n.v.t.  | n.v.t. |
| Amalia Ghigoarță | Team      | 13.000       | 13.066       | 13.266       | 13.333       | 52.665       | 19 Q         | -       | 13.333  | 12.500  | 13.133  | n.v.t.  | n.v.t. |
| Andreea Preda    | Team      | -            | 10.933       | -            | -            | n.v.t.       | n.v.t.       | -       | -       | -       | -       | n.v.t.  | n.v.t. |
| Sabrina Voinea   | Team      | 13.366       | -            | 14.000 Q     | 13.800 Q     | n.v.t.       | n.v.t.       | 13.633  | -       | 13.800  | 13.900  | n.v.t.  | n.v.t. |
| Totaal           | Team      | 40.966       | 36.999       | 40.799       | 40.733       | 159.497      | 8 Q          | 40.999  | 38.899  | 39.000  | 40.599  | 159.497 | 7      |

Individuele finales
| Turnster(s)      | Onderdeel | Kwalificatie | Kwalificatie | Kwalificatie | Kwalificatie | Kwalificatie | Kwalificatie | Finale  | Finale  | Finale  | Finale  | Finale | Finale |
| Turnster(s)      | Onderdeel | Toestel      | Toestel      | Toestel      | Toestel      | Totaal       | Plaats       | Toestel | Toestel | Toestel | Toestel | Totaal | Plaats |
| Turnster(s)      | Onderdeel | Sprong       | Brug         | Balk         | Vloer        | Totaal       | Plaats       | Sprong  | Brug    | Balk    | Vloer   | Totaal | Plaats |
| ---------------- | --------- | ------------ | ------------ | ------------ | ------------ | ------------ | ------------ | ------- | ------- | ------- | ------- | ------ | ------ |
| Amalia Ghigoarță | meerkamp  | zie team     | zie team     | zie team     | zie team     | zie team     | zie team     | 13.100  | 12.566  | 11.900  | 13.166  | 50.732 | 22     |
| Ana Bărbosu      | meerkamp  | zie team     | zie team     | zie team     | zie team     | zie team     | zie team     | 14.000  | 12.433  | 12.466  | 13.566  | 52.465 | 17     |
| Ana Bărbosu      | vloer     | n.v.t.       | n.v.t.       | n.v.t.       | 13.600       | n.v.t.       | 8 Q          | n.v.t.  | n.v.t.  | n.v.t.  | 13.700  | n.v.t. | 4      |
| Sabrina Voinea   | vloer     | n.v.t.       | n.v.t.       | n.v.t.       | 13.800       | n.v.t.       | 4 Q          | n.v.t.  | n.v.t.  | n.v.t.  | 13.700  | n.v.t. | 5      |
| Sabrina Voinea   | balk      | n.v.t.       | n.v.t.       | 14.000       | n.v.t.       | n.v.t.       | 5 Q          | n.v.t.  | n.v.t.  | n.v.t.  | 11.733  | n.v.t. | 8      |

#### Ritmisch
| atlete           | onderdeel   | kwalificatie | kwalificatie | kwalificatie | kwalificatie | kwalificatie | kwalificatie | finale | finale | finale  | finale | finale | finale |
| atlete           | onderdeel   | hoepel       | bal          | knotsen      | lint         | totaal       | rang         | hoepel | bal    | knotsen | lint   | totaal | rang   |
| ---------------- | ----------- | ------------ | ------------ | ------------ | ------------ | ------------ | ------------ | ------ | ------ | ------- | ------ | ------ | ------ |
| Annaliese Drăgan | individueel |              |              |              |              |              |              |        |        |         |        |        |        |

### Judo
Mannen
| atleet         | onderdeel | eerste ronde         | tweede ronde         | derde ronde          | kwartfinale          | halve finale         | herkansing           | finale / BM          | finale / BM    |
| atleet         | onderdeel | tegenstander uitslag | tegenstander uitslag | tegenstander uitslag | tegenstander uitslag | tegenstander uitslag | tegenstander uitslag | tegenstander uitslag | rang           |
| -------------- | --------- | -------------------- | -------------------- | -------------------- | -------------------- | -------------------- | -------------------- | -------------------- | -------------- |
| Sanshiro Murao | −90 kg    | n.v.t.               | Tóth W 10 - 00       | Macedo V 0 - 10      | niet geplaatst       | niet geplaatst       | niet geplaatst       | niet geplaatst       | niet geplaatst |

### Kanovaren

#### Sprint
Mannen
| atleet                   | onderdeel  | series  | series | kwartfinale | kwartfinale | halve finale | halve finale | finale  | finale |
| atleet                   | onderdeel  | tijd    | rang   | tijd        | rang        | tijd         | rang         | tijd    | rang   |
| ------------------------ | ---------- | ------- | ------ | ----------- | ----------- | ------------ | ------------ | ------- | ------ |
| Cătălin Chirilă          | C-1 1000 m | 3:44.75 | 1 HF   | bye         | bye         |              |              |         |        |
| Oleg Nuță Ilie Sprîncean | C-2 500 m  | 1:44.84 | 5 KF   | 1:40.00     | 2           | 1:43.42      | 5 FB         | 1:43.80 | 9      |

### Roeien
Mannen
| atleet | onderdeel   | series  | series | herkansingen | herkansingen | kwartfinale | kwartfinale | halve finale | halve finale | finale  | finale |
| atleet | onderdeel   | tijd    | rang   | tijd         | rang         | tijd        | rang        | tijd         | rang         | tijd    | rang   |
| --- | ----------- | ------- | ------ | ------------ | ------------ | ----------- | ----------- | ------------ | ------------ | ------- | ------ |
| Mihai Chiruță | skiff       | 6:51.51 | 1 KF   | bye          | bye          | 6:46.32     | 3 HA/B      | 6:52.95      | 5 FB         | 6:44.83 | 7      |
| Andrei-Sebastian Cornea Marian Enache | dubbeltwee  | 6:16.47 | 1 HA/B | bye          | bye          | n.v.t.      | n.v.t.      | 6:15.73      | 3 FA         | 6:12.58 | Goud   |
| Florin Arteni Florin Lehaci | twee-zonder | 6:40.29 | 2 HA/B | bye          | bye          | n.v.t.      | n.v.t.      | 6:29.86      | 1 FA         | 6:25.61 | 4      |
| Florin Horodisteanu Andrei Lungu Iliuta-Leontin Nuțescu Ioan Prundeanu                                                                     | dubbel-vier | 5:51.14 | 5 H    | 5:56.32      | 5 FB         | n.v.t.      | n.v.t.      | n.v.t.       | n.v.t.       | 5:54.77 | 9      |
| Sergiu Bejan Ștefan Berariu Andrei Mândrilă Ciprian Tudosă                                                                                 | vier-zonder | 6:06.60 | 3 H    | 5:53.52      | 2 FA         | n.v.t.      | n.v.t.      | n.v.t.       | n.v.t.       | 5:56.85 | 5      |
| Constantin Adam Bogdan Baitoc Ștefan Berariu Marius Cozmiuc Florin Lehaci Claudiu Neamțu Mugurel Semciuc Mihăiță Țigănescu Adrian Munteanu | acht        | 5:55.82 | 4 H    | 5:30.00      | 3 FA         | n.v.t.      | n.v.t.      | n.v.t.       | n.v.t.       | 5:30.15 | 5      |

Vrouwen
| atleet | onderdeel          | series  | series | herkansingen | herkansingen | kwartfinale | kwartfinale | halve finale | halve finale | finale  | finale |
| atleet | onderdeel          | tijd    | rang   | tijd         | rang         | tijd        | rang        | tijd         | rang         | tijd    | rang   |
| --- | ------------------ | ------- | ------ | ------------ | ------------ | ----------- | ----------- | ------------ | ------------ | ------- | ------ |
| Ancuța Bodnar Simona Radiș | dubbel-twee        | 6:48.49 | 1 HA/B | bye          | bye          | n.v.t.      | n.v.t.      | 6:51.44      | 1 FA         | 6:50.69 | Zilver |
| Ionela Cozmiuc Gianina van Groningen | lichte dubbel-twee | 7:03.83 | 1 HA/B | bye          | bye          | n.v.t.      | n.v.t.      | 6:56.65      | 1 FA         | 6:48.78 | Zilver |
| Roxana Anghel Ioana Vrînceanu | twee-zonder        | 7:24.27 | 1 HA/B | bye          | bye          | n.v.t.      | n.v.t.      | 7:15.53      | 2 FA         | 7:02.97 | Zilver |
| Emanuela-Ioana Ciotău Patricia Cireș Ioana-Madalina Moroșan Alexandra Ungureanu                                                                 | dubbel-vier        | 6:24.74 | 4 H    | 6:33.84      | 4 FB         | n.v.t.      | n.v.t.      | n.v.t.       | n.v.t.       | 6:26.64 | 7      |
| Adriana Adam Amalia Bereș Maria Lehaci Maria-Magdalena Rusu                                                                                     | vier-zonder        | 6:44.55 | 2 FA   | bye          | bye          | n.v.t.      | n.v.t.      | n.v.t.       | n.v.t.       | 6:29.52 | 4      |
| Adriana Adam Roxana Anghel Amalia Bereș Ancuța Bodnar Maria Lehaci Maria-Magdalena Rusu Simona Radiș Ioana Vrînceanu Victoria-Ștefania Petreanu | acht               | 6:12.31 | 1 FA   | bye          | bye          | n.v.t.      | n.v.t.      | n.v.t.       | n.v.t.       | 5:54.39 | Goud   |

Legenda: FA=finale A (medailles); FB=finale B (geen medailles); FC=finale C (geen medailles); FD=finale D (geen medailles); FE=finale E (geen medailles); FF=finale F (geen medailles); HA/B=halve finale A/B; HC/D=halve finale C/D; HE/F=halve finale E/F; KF=kwartfinale; H=herkansing

### Schermen
Vrouwen
| atlete             | onderdeel | eerste ronde         | tweede ronde         | derde ronde          | kwartfinale          | halve finale         | finale / BM          | finale / BM    |
| atlete             | onderdeel | tegenstander uitslag | tegenstander uitslag | tegenstander uitslag | tegenstander uitslag | tegenstander uitslag | tegenstander uitslag | rang           |
| ------------------ | --------- | -------------------- | -------------------- | -------------------- | -------------------- | -------------------- | -------------------- | -------------- |
| Mălina Călugăreanu | floret    | bye                  | Ueno W 15 - 13       | Volpi V 9 - 15       | niet geplaatst       | niet geplaatst       | niet geplaatst       | niet geplaatst |

### Tafeltennis
Mannen
| atleet         | onderdeel | voorronde            | eerste ronde         | tweede ronde         | derde ronde          | kwartfinale          | halve finale         | finale / BM          | finale / BM    |
| atleet         | onderdeel | tegenstander uitslag | tegenstander uitslag | tegenstander uitslag | tegenstander uitslag | tegenstander uitslag | tegenstander uitslag | tegenstander uitslag | rang           |
| -------------- | --------- | -------------------- | -------------------- | -------------------- | -------------------- | -------------------- | -------------------- | -------------------- | -------------- |
| Eduard Ionescu | enkelspel | bye                  | Aruna W 4 - 3        | Kao C-j V 1 - 4      | niet geplaatst       | niet geplaatst       | niet geplaatst       | niet geplaatst       | niet geplaatst |
| Ovidiu Ionescu | enkelspel | bye                  | Gaćina V 1 - 4       | niet geplaatst       | niet geplaatst       | niet geplaatst       | niet geplaatst       | niet geplaatst       | niet geplaatst |

Vrouwen
| atleet                                          | onderdeel | voorronde            | eerste ronde         | tweede ronde         | derde ronde          | kwartfinale          | halve finale         | finale / BM          | finale / BM    |                |
| atleet                                          | onderdeel | tegenstander uitslag | tegenstander uitslag | tegenstander uitslag | tegenstander uitslag | tegenstander uitslag | tegenstander uitslag | tegenstander uitslag | rang           |                |
| ----------------------------------------------- | --------- | -------------------- | -------------------- | -------------------- | -------------------- | -------------------- | -------------------- | -------------------- | -------------- | -------------- |
| Elizabeta Samara                                | enkelspel | bye                  | Brateyko W 4 - 3     | Cheng I-c V 2 - 4    | niet geplaatst       | niet geplaatst       | niet geplaatst       | niet geplaatst       | niet geplaatst | niet geplaatst |
| Bernadette Szőcs                                | enkelspel | bye                  | Zhou J W 4 - 1       | Pesotska W 4 - 1     | Polcanova V 0 - 4    | niet geplaatst       | niet geplaatst       | niet geplaatst       | niet geplaatst | niet geplaatst |
| Adina Diaconu Elizabeta Samara Bernadette Szőcs | team      | n.v.t.               | n.v.t.               | n.v.t.               | India V 2 - 3        | niet geplaatst       | niet geplaatst       | niet geplaatst       | niet geplaatst |                |

Gemengd
| atleet                          | onderdeel  | eerste ronde         | kwartfinale                | halve finale         | finale / BM          | finale / BM    |
| atleet                          | onderdeel  | tegenstander uitslag | tegenstander uitslag       | tegenstander uitslag | tegenstander uitslag | rang           |
| ------------------------------- | ---------- | -------------------- | -------------------------- | -------------------- | -------------------- | -------------- |
| Ovidiu Ionescu Bernadette Szőcs | dubbelspel | Lum - Jee W 4 - 1    | Lim J-h - Shin Y-b V 0 - 4 | niet geplaatst       | niet geplaatst       | niet geplaatst |

### Tennis
Vrouwen
| atleet                              | onderdeel  | eerste ronde           | tweede ronde                         | derde ronde          | kwartfinale          | halve finale         | finale / BM          | finale / BM    |
| atleet                              | onderdeel  | tegenstander uitslag   | tegenstander uitslag                 | tegenstander uitslag | tegenstander uitslag | tegenstander uitslag | tegenstander uitslag | rang           |
| ----------------------------------- | ---------- | ---------------------- | ------------------------------------ | -------------------- | -------------------- | -------------------- | -------------------- | -------------- |
| Irina-Camelia Begu                  | enkelspel  | Świątek V 2-6, 5-7     | niet geplaatst                       | niet geplaatst       | niet geplaatst       | niet geplaatst       | niet geplaatst       | niet geplaatst |
| Ana Bogdan                          | enkelspel  | Paolini V 5-7, 3-6     | niet geplaatst                       | niet geplaatst       | niet geplaatst       | niet geplaatst       | niet geplaatst       | niet geplaatst |
| Jaqueline Cristian                  | enkelspel  | Garcia W 5-7, 6-3, 6-3 | Kerber V 4-6, 6-3, 4-6               | niet geplaatst       | niet geplaatst       | niet geplaatst       | niet geplaatst       | niet geplaatst |
| Irina-Camelia Begu Monica Niculescu | dubbelspel | n.v.t.                 | Hsieh S-w - Tsao C-y V 6-7[2-7], 5-7 | niet geplaatst       | niet geplaatst       | niet geplaatst       | niet geplaatst       | niet geplaatst |
| Ana Bogdan Jaqueline Cristian       | dubbelspel | n.v.t.                 | Aoyama - Shibahara V 2-6, 3-6        | niet geplaatst       | niet geplaatst       | niet geplaatst       | niet geplaatst       | niet geplaatst |

### Triatlon
Individueel
| Atleet         | Evenement | Zwemmen(1.5 km) | Rang 1 | Fietsen (40 km) | Rang 2 | Lopen(10 km) | Totaal Tijd | Ranking |
| -------------- | --------- | --------------- | ------ | --------------- | ------ | ------------ | ----------- | ------- |
| Felix Duchampt | Mannen    | 23:05           | 49     | 56:35           | 51     | 35:00        | 1:56:00     | 50      |

### Waterpolo

#### Mannen
Het Roemeense nationale waterpoloteam voor heren kwalificeerde zich voor de Olympische Spelen, nadat Zuid-Afrika zich had teruggetrokken.
| Waterpoloër(s) | Onderdeel | Resultaat |
| --- | --------- | --------- |
| Silvian Colodrovschi Mihai Drăgușin Tudor Fulea Vlad Georgescu Francesco Iudean Matei Luțescu Andrei Neamțu Nicolae Oanță Sebastian Oltean Andrei Prioteasa Andrei Țepeluș Marius Țic Levente Vancsik | Mannen    | 12        |

| Pos | Team             | Wed | W | WNS | VNS | V | GV | GT | GS  | Ptn | Kwalificatie |
| --- | ---------------- | --- | - | --- | --- | - | -- | -- | --- | --- | ------------ |
| 1   | Griekenland      | 5   | 3 | 1   | 0   | 1 | 61 | 52 | +9  | 11  | Kwartfinales |
| 2   | Italië           | 5   | 3 | 1   | 0   | 1 | 60 | 43 | +17 | 11  | Kwartfinales |
| 3   | Verenigde Staten | 5   | 3 | 0   | 0   | 2 | 59 | 51 | +8  | 9   | Kwartfinales |
| 4   | Kroatië          | 5   | 3 | 0   | 0   | 2 | 58 | 57 | +1  | 9   | Kwartfinales |
| 5   | Montenegro       | 5   | 1 | 0   | 2   | 2 | 45 | 50 | −5  | 5   |              |
| 6   | Roemenië         | 5   | 0 | 0   | 0   | 5 | 37 | 67 | −30 | 0   |              |

| Groepsfase      |                |                  |                |                |                |                |                |
| 28 juli 2024    | 21:05          | Roemenië         | 7 - 14         | Griekenland    |                |                |                |
| 30 juli 2024    | 16:35          | Verenigde Staten | 14 - 8         | Roemenië       |                |                |                |
| 1 augustus 2024 | 19:30          | Roemenië         | 8 - 11         | Kroatië        |                |                |                |
| 3 augustus 2024 | 21:05          | Italië           | 18 - 7         | Roemenië       |                |                |                |
| 5 augustus 2024 | 21:40          | Roemenië         | 7 - 10         | Montenegro     |                |                |                |
|                 |                |                  |                |                |                |                |                |
| Kwartfinale     | niet geplaatst | niet geplaatst   | niet geplaatst | niet geplaatst | niet geplaatst | niet geplaatst | niet geplaatst |
|                 |                |                  |                |                |                |                |                |
| Halve finale    | niet geplaatst | niet geplaatst   | niet geplaatst | niet geplaatst | niet geplaatst | niet geplaatst | niet geplaatst |
|                 |                |                  |                |                |                |                |                |
| Finale          | niet geplaatst | niet geplaatst   | niet geplaatst | niet geplaatst | niet geplaatst | niet geplaatst | niet geplaatst |

### Wielersport

#### Mountainbiken
| atleet            | onderdeel               | tijd | rang |
| ----------------- | ----------------------- | ---- | ---- |
| Ede-Károly Molnár | cross-country (vrouwen) | DNF  | DNF  |

### Worstelen

#### Grieks-Romeinse stijl
Mannen
| atleet               | onderdeel | eerste ronde         | kwartfinale           | halve finale         | herkansing           | finale / BM          | finale / BM    |
| atleet               | onderdeel | tegenstander uitslag | tegenstander uitslag  | tegenstander uitslag | tegenstander uitslag | tegenstander uitslag | rang           |
| -------------------- | --------- | -------------------- | --------------------- | -------------------- | -------------------- | -------------------- | -------------- |
| Răzvan Arnăut        | −60 kg    | Başar W 4 - 2        | Sharshenbekov V 0 - 9 | niet geplaatst       | niet geplaatst       | niet geplaatst       | niet geplaatst |
| Alin Alexuc-Ciurariu | −130 kg   | Syzdykov V 1 - 3     | niet geplaatst        | niet geplaatst       | niet geplaatst       | niet geplaatst       | niet geplaatst |

#### Vrije stijl
Vrouwen
| atlete          | onderdeel | eerste ronde         | kwartfinale          | halve finale         | herkansing              | finale / BM          | finale / BM    |
| atlete          | onderdeel | tegenstander uitslag | tegenstander uitslag | tegenstander uitslag | tegenstander uitslag    | tegenstander uitslag | rang           |
| --------------- | --------- | -------------------- | -------------------- | -------------------- | ----------------------- | -------------------- | -------------- |
| Andreea Ana     | −53 kg    | Drăguțan W 5 - 0     | Yépez V 0 - 7        | niet geplaatst       | Choe Hyo-gyong V 0 - 11 | niet geplaatst       | niet geplaatst |
| Kriszta Incze   | −62 kg    |                      |                      |                      |                         |                      |                |
| Cătălina Axente | −76 kg    |                      |                      |                      |                         |                      |                |

### Zeilen
Vrouwen
| atlete     | onderdeel | race | race | race | race | race | race | race | race | race | race        | race   | race   | race           | netto punten | eindnotering |
| atlete     | onderdeel | 1    | 2    | 3    | 4    | 5    | 6    | 7    | 8    | 9    | 10          | 11     | 12     | M              | netto punten | eindnotering |
| ---------- | --------- | ---- | ---- | ---- | ---- | ---- | ---- | ---- | ---- | ---- | ----------- | ------ | ------ | -------------- | ------------ | ------------ |
| Ebru Bolat | ILCA 6    | 28   | 16   | 32   | 5    | 14   | 21   | 24   | 26   | 24   | geannuleerd | n.v.t. | n.v.t. | niet geplaatst | 158          | 23           |

### Zwemmen
Mannen
| Atleet         | Onderdeel         | Series  | Series | Halve finale | Halve finale | Finale         | Finale         |
| Atleet         | Onderdeel         | Tijd    | Rang   | Tijd         | Rang         | Tijd           | Rang           |
| -------------- | ----------------- | ------- | ------ | ------------ | ------------ | -------------- | -------------- |
| David Popovici | 100 m vrije slag  | 47,92   | 3 Q    | 47,66        | 5 Q          | 47,49          | Brons          |
| David Popovici | 200 m vrije slag  | 1.45,65 | 1 Q    | 1.44,53      | 1 Q          | 1.44,72        | Goud           |
| Vlad Stancu    | 800 m vrije slag  | 8.20,78 | 30     | n.v.t.       | n.v.t.       | Niet geplaatst | Niet geplaatst |
| Vlad Stancu    | 1500 m vrije slag | DNS     | DNS    | n.v.t.       | n.v.t.       | Niet geplaatst | Niet geplaatst |

Vrouwen
| Atleet             | Onderdeel        | Series  | Series | Halve finale | Halve finale | Finale         | Finale         |
| Atleet             | Onderdeel        | Tijd    | Rang   | Tijd         | Rang         | Tijd           | Rang           |
| ------------------ | ---------------- | ------- | ------ | ------------ | ------------ | -------------- | -------------- |
| Rebecca Diaconescu | 200 m vrije slag | 1.59,29 | 16 Q   | 1.59,58      | 16           | niet geplaatst | niet geplaatst |